# Ƒ
Cette page contient des caractères spéciaux ou non latins. S’ils s’affichent mal (▯, ?, etc.), consultez la page d’aide Unicode.
Ƒ (minuscule ƒ), appelé F hameçon, est une lettre additionnelle qui est utilisée dans l’écriture de l’avatime, de l’ewe, du lelemi, du nyangbo, du tafi et du waci. Il est composé d’un f avec un hameçon. Sa forme minuscule italique est utilisée pour le symbole du florin et peut être confondue avec le f italique si celui-ci a un crochet.

## Linguistique
Ƒ représente une consonne fricative bilabiale sourde ([ɸ] dans l'alphabet phonétique international). Ce son est distinct de celui représenté dans cet alphabet par f (fricative labio-dentale sourde), bien que sa graphie soit similaire. La lettre Ʋ en est l'équivalent voisé.

## Utilisation

La forme de la lettre f hameçon à gauche et la forme du symbole du florin ou du symbole fonction mathématique à droite.

### Orthographes
Le F hameçon est utilisé en ewe, en avatime, en nyangbo (dans des mots d’emprunt ewe),, en lelemi, en tafi (dans des mots d’emprunt ewe), en waci pour représenter une consonne fricative bilabiale sourde [ɸ]. Dans les polices de caractères non italiques, sa forme doit être droite comme un caractère régulier et non italique ou obliquée comme ƒ.
Le F hameçon a été utilisé par Achille Emiel Meeussen dans une description, publiée en 1952, de l’ombo, langue bantoue de la République démocratique du Congo.

### Florin ou symbole de fonction mathématique

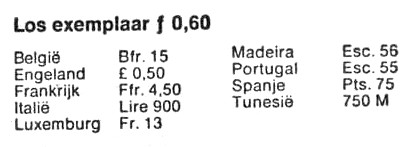
Prix de l’Algemeen Dagblad en différentes monnaies en 1980, avec le symbole du florin avec une forme moins courante : une lettre f droite à crochet.

Le symbole du florin et le symbole de fonction mathématique est un f cursif italique et correspond au caractère ƒ en italique. Cependant dans plusieurs fontes non italiques, le caractère du f hameçon a malgré tout une forme italique adéquate pour le florin et le symbole de fonction mathématique mais inadéquate pour la lettre f hameçon. Dans les jeux de caractères MacRoman d’Apple ou Adobe Standard, ce symbole est spécifiquement codé pour le florin (f cursif italique) et dans le jeu de caractères Symbol d’Adobe pour le symbole mathématique de fonction, et non pour le f hameçon, tandis que dans Unicode, ce même caractère est codé pour les deux.
Le symbole de fonction mathématique peut être représenté par 𝑓 (minuscule mathématique italique f, U+1D453).

## Représentations informatiques
Cette lettre possède les représentations Unicode suivantes :
| formes    | représentations | chaînes de caractères | points de code | descriptions                      |
| --------- | --------------- | --------------------- | -------------- | --------------------------------- |
| majuscule | Ƒ               | Ƒ                     | U+0191         | lettre majuscule latine f hameçon |
| minuscule | ƒ               | ƒ                     | U+0192         | lettre minuscule latine f hameçon |